# Bytes
Albums de Black Dog Productions
Temple of Transparent Balls (en)
(1993)
Bytes est le premier album studio du groupe de musique électronique britannique The Black Dog, crédité ici sous le nom Black Dog Productions. Il est sorti le 8 mars 1993 sur le label Warp. Il s'agit du troisième album de la série Artificial Intelligence. Les titres sont composés par les différents membres de Black Dog (Ed Handley, Ken Downie, Andy Turner), qui recourent à des pseudonymes.

## Liste des morceaux
| 1.    | Object Orient        | Plaid            | 5:44 |
| 2.    | Caz                  | Close Up Over    | 6:15 |
| 3.    | Carceres Ex Novum    | Xeper            | 6:42 |
| 4.    | Focus Mel            | Atypic           | 7:12 |
| 5.    | Olivine              | Close Up Over    | 4:45 |
| 6.    | Clan (Mongol Hordes) | I.A.O.           | 6:24 |
| 7.    | Yamemm               | Plaid            | 6:14 |
| 8.    | Fight The Hits       | Discordian Popes | 6:20 |
| 9.    | Merck                | Balil            | 4:33 |
| 10.   | Jauqq                | Close Up Over    | 5:46 |
| 11.   | 3/4 Heart            | Balil            | 7:34 |
| 67:35 |                      |                  |      |